# Rachel Amber
Rachel Dawn Amber (Long Beach, Kalifornia, 1994. július 22. – Arcadia Bay, Oregon, 2013. április 22.) a Life Is Strange-sorozat egyik legfontosabb szereplője. Először a 2015-ben megjelent Life Is Strange-ben szerepelt, amelyet a Dontnod Entertainment fejlesztett és a Square Enix adott ki. A 2017-ben megjelent Life Is Strange: Before the Storm játékban már nagyobb szerepe volt, több hátteret adott kapcsolatának Chloe Price-szal. Szinkronszínésze Kylie Brown volt.
A karakterét a Life Is Strange játékban mutatták be, ahol egy gazdag, népszerű diákként volt feltüntetve, aki Chloe Price legjobb barátja volt, mielőtt eltűnt. A főszereplő Max Caulfield iskolájába járt rejtélyes elrablása előtt, amely a történet egyik legfontosabb fonala volt. A Life Is Strange: Before the Stormban Rachel egyike a főszereplőknek, amely játékban közeli – a játékos döntésétől függetlenül akár romantikus – kapcsolata alakul ki Chloe-val.
Annak ellenére, hogy a karakter maga nem szerepelt az első játékban, kiemelkedő fontosságú volt, míg szakértők méltatták megjelenését a Before the Storm-ban. Ennek ellenére kritizálták, mikor később kiderült, hogy elrabolták és meggyilkolták a lányt, egy queer női szereplő szükségtelenül erőszakos halálának nevezve.

## Élete
Rachel Amber Kaliforniában született, majd Arcadia Bay körzeti ügyésze, James Amber, gyermekeként nőtt fel a kisvárosban. A Blackwell Academy diákja volt, kiemelkedő tanulmányi eredményekkel rendelkezett és nagyon népszerű volt. 2010-ben ismerkedett meg Chloe Price-szal, akivel nagyon közeli kapcsolatot alakítottak ki, együtt tervezték el elhagyni Arcadia Bayt. A Before the Storm végén kiderül, hogy Rachel anyja nem Rose Amber, apja felesége, hanem egy drogfüggő nő, akit még középiskolában ismert meg James, Sera Gearhardt.
Rachel önmaga is gyakran használt drogokat, így alakult ki szerelmes kapcsolata a város egyik ismert kereskedőjével, Frank Bowersszel, amelyet eltitkolt Chloe-tól. Gyakran résztvevője volt a Vortex Club bulijainak, mielőtt 2013. április 22-én eltűnt, mikor „megismert valakit, aki megváltoztatta az életét.” Erről a személyről a Life Is Strange során kiderült, hogy Mark Jefferson, a sorozatgyilkos fényképész-professzor, aki több lányt is elrabolt a kisvárosban, hogy bedrogozza és lefényképezze őket.
Rachel halálát április 22-re helyezi a Before the Storm egyik utolsó jelenete, mikor Chloe több üzenetet is küld a lánynak telefonján, miközben Jefferson (vagy Nathan Prescott) a háttérben fényképezi a földalatti bunkerükben. Ismert, hogy Jefferson bevallása szerint halálát egy túladagolás okozta, mert Prescott túl sok drogot adott a lánynak, mikor megpróbálta lemásolni Jeffersont, aki szárnyai alá vette a fiút. Az viszont nem biztos, hogy nem a professzor önmaga ölte-e meg a lányt, hiszen gyakran hazudott a játék története során. Testét végül Chloe és Max fedezi fel.
A Life Is Strange során gyakran lehet látni „eltűnt személy” posztereket, amelyeket Chloe helyezett ki a városban.

## Elemzés
Chloe és Rachel kapcsolatát többször kiemelték magazinok, mint a Gayming Magazine, mint az LMBT-kapcsolatok egyik pozitív példája a gamingben.
Kritikusok, mint a Kotaku is megjegyezték, hogy karaktere az „őrült tündér álomlány” archetípusra van építve. A Paste 2017 egyik legjobb karakterének nevezte a Before the Stormban való szerepéért, egy „furcsa, de érzelmes” élménynek nevezve, kijelentve, hogy a „vele töltött gyönyörű pillanatok becsesebbnek, szinte szomorúan ünnepélyesnek tűnnek így, hogy tudjuk, mi vár rá.”
Renee Ann Drouin angolirodalom-szakértő megjegyezte, hogy a Life is Strange-ben több karakter is komolyan hűséges az eltűnt lányhoz. Mikor kiderül, hogy „elrabolták, meggyilkolták és lehet, hogy megerőszakolták,” Rachel „egy queer trauma-archívum alanya lesz, egyszerre egy szellem és a történet központja szerepében jelenik meg. Az archívumot kísértve hangja nem hallható, részletek életéről másodkézből származnak, és története összeállítására alig vannak leletek. A játékosok nem érthetik meg szexualitását Chloe elfogult befolyása, – aki szerelmes belé – vagy az előzményjáték, a Life Is Strange: Before the Storm nélkül.”
Tim McDonald szerint a sorozat erőssége, hogy különböző értelmezéseket ad karaktereinek azzal, hogy bemutatja különböző oldalaikat, Rachellel csak a Before the Stormban történik meg, ahol egy „szabad lélekként tűnik fel, akinek komoly szeretete és tartozása van Chloe felé, de nem gondol minden át,” és ezek mellett látható az is, hogy volt egy sötétebb, manipulatív oldala, irracionális viselkedéssel. Emily Brown (PC Gamer) kijelentette, hogy Rachel ugyan az eredeti játékban igazából csak egy „cselekményirányító eszköz,” az előzmény teljességében bemutatja a „kidolgozott, komplex karaktert, a Life Is Strange eseményeit csak még tragikusabbá téve.”
Mark Kaethler művészeti szakértő szerint a vihar alapja a Life is Strange-ben „Rachel haragja apja feltételezett hűtlensége felé,” amelyet szerepe Prosperóként A viharban a Before the Stormban jobban be is mutat. Rachel eltérése az eredeti forgatókönyvtől egy újabb szintre emeli kapcsolatát Chloe-val, amelyről Kaethler a következőt írta: „a romantikus egyesülés Rachel és Chloe között egy krononormatív kötelék, amely heteronormatív szokások szerint alakul ki: szerelmes kapcsolatuk fejlődése megfelel a heteronormatív tinédzser fantáziáknak. Ez viszont csak a shakespeare-i szöveg queeresítésével érhető el.”
Jonathan Partecke drámakutató leírásában Rachel Amber „magabiztos, izgalmas és kínzóan elérhetetlen,” egy „tökéletes karizmatikus” karakter, a fille fatale típusként írja le. Egy lázadó, „független fiatal nő”„hiperideális” megjelenése, aki „igazán éli az életét,” amely a játékosban azt az érzést hozza elő, hogy ő maga igazából soha nem lázadott „eléggé.” A Life is Strange-ben Rachel egy tökéletes személynek tűnik, pontosan azért, mert nem jelenik meg személyesen a játékban. A Before the Storm ezt a mítoszt egy igazi karakterré alakítja át, a „hideg ideál” ezúttal már egy ember, hibákkal és ez az emberiessége az, ami egy kiemelten kedvelhető karakterként tünteti fel.
Rachel életének végét a Life Is Strange-ben, ahol kiderül, hogy elrabolták és meggyilkolták, többen kritikus és szakértő is kritizálta. Jessica Castello (Rock Paper Shotgun) az irodalomban gyakran megszokott, női karakterek túlságosan brutális meggyilkolásának LMBT-variációjaként írja le. Rachel sztorijának kritikusai gyakran azt emelik ki, hogy kizsákmányoló, leegyszerűsített, közhelyes. Drouin erre azzal reagált, hogy Chloe elkötelezettsége Rachel iránt a Life Is Strange egyik eleme, amely bemutatja, hogy a játék univerzuma nem létezhetne a női odaadódás nélkül. Castello szerint ez viszont aláásta a Life Is Strange: Before the Storm érzelmi hatását, mert ugyan „a Deck Nine kiemelkedő munkát végzett Chloe és Rachel történetének elmesélésében,” „bármikor, amikor valami rossz történt velük, nagyon unfairnek tűnt, mert már így is tudtuk, mennyit fognak szenvedni. Mikor boldogok, folytonos emlékeztető, hogy a pillanat gyorsan elmúlhat.”